# 안토니우 칸지두
안토니우 칸지두 지 멜루 이 소자(Antonio Candido de Mello e Souza, 1918년 7월 24일 ~ 2017년 5월 12일)는 브라질의 작가다.